# South Wales West (circonscription du Parlement européen)
Cet article concerne une circonscription du Parlement européen. Pour la région électorale du Senedd du même nom, voir South Wales West (région électorale du Senedd). Pour d'autres utilisations, voir South Wales West.
South Wales West était une circonscription du Parlement européen couvrant le sud du pays de Galles, y compris la city de Swansea.
Avant l’adoption uniforme de la représentation proportionnelle en 1999, le Royaume-Uni utilisait le système uninominal à un tour pour les élections européennes en Angleterre, en Écosse et au pays de Galles. Les conscriptions du Parlement européen utilisées dans ce système étaient plus petites que les circonscriptions régionales les plus récentes et ne comptaient chacune qu'un seul membre au Parlement européen.
La circonscription se composait des circonscriptions du Parlement de Westminster Aberavon, Bridgend, Gower, Neath, Ogmore, Swansea East et Swansea West.
La circonscription a remplacé des parties de South Wales et Mid and West Wales en 1994 et est devenue une partie de la circonscription beaucoup plus grande du Pays de Galles en 1999.

## Membre du Parlement européen
| Élection                    | Élection | Portrait | Membre       | Parti        |
| --------------------------- | -------- | -------- | ------------ | ------------ |
|                             | 1994     |          | David Morris | Travailliste |
| 1999 circonscription abolie |          |          |              |              |